# Provincia Padova

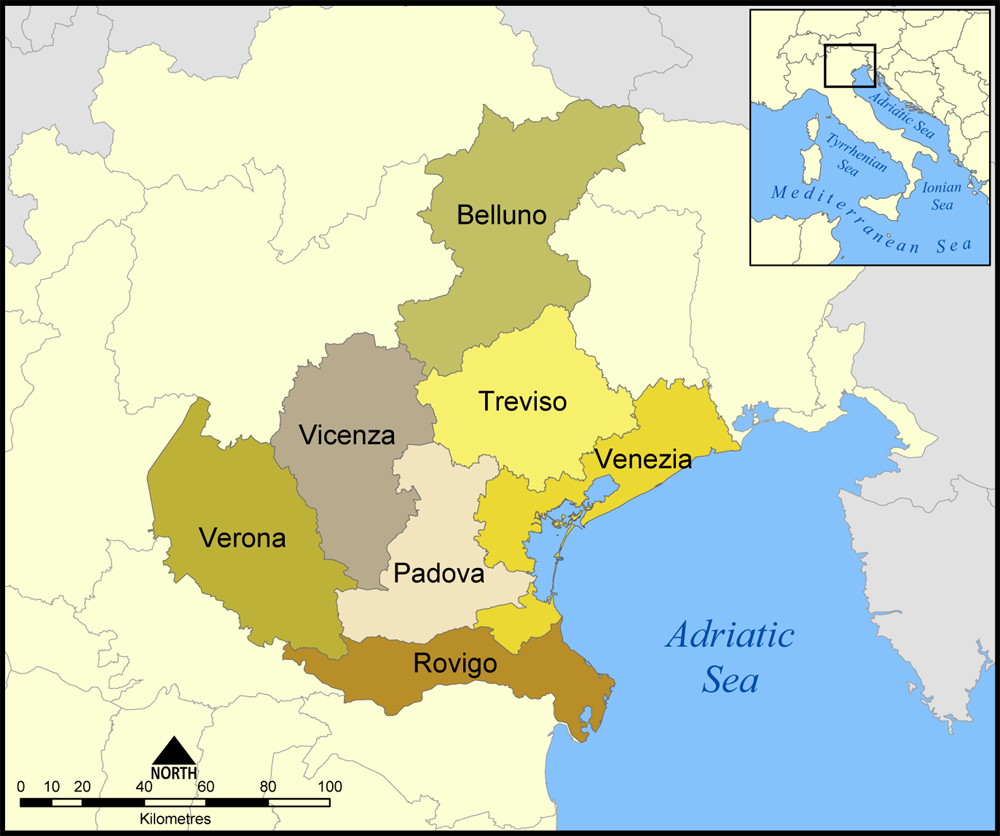

Padova este o provincie în regiunea Veneto în Italia. Capitala acesteia este orașul Padova.